# Unity Church

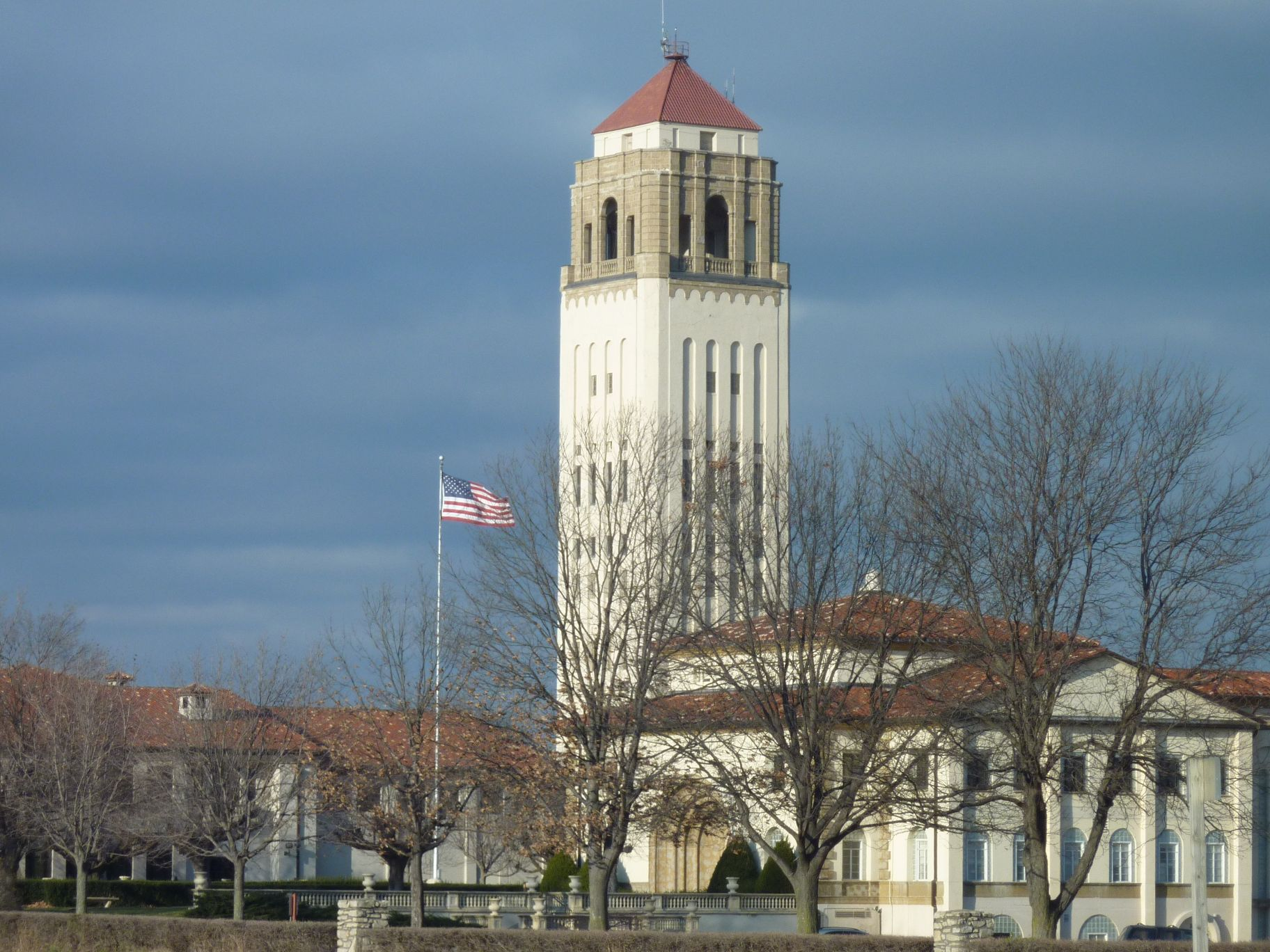
Unity Tower (Wasserturm) in Unity Village

Die Unity Church of Christianity  (kurz Unity), nicht zu verwechseln mit den Unitariern, ist die größte Denomination der Neugeist-Bewegung. Die Kirche als Bewegung wurde von Charles Fillmore (1854–1948) und Myrtle Fillmore (1845–1931) nach eigenem Verständnis im Jahr 1889 gegründet. Dieses Datum gründet im Beginn der publizistischen Tätigkeit des Ehepaares. Eine formelle Organisation wurde 1903 mit der Unity Society of Practical Christianity gegründet, die 1914 zur Unity School of Christianity wurde. Ihr Sitz befindet sich in Unity Village im US-Bundesstaat Missouri.
Über 900 Kirchengemeinden und Gruppen sind mit der Unity Church verbunden. In über 15 verschiedenen Ländern hat sie rund zwei Millionen Anhänger. Die Frauenordination und die Trauung gleichgeschlechtlicher Paare sind in der Unity Church erlaubt. Unity publiziert eine monatlich erscheinende Zeitschrift mit dem Titel Daily Word. In Deutschland erscheint monatlich die deutschsprachige Fassung und Übersetzung Das tägliche Wort. Herausgeber ist der Frick Verlag in Pforzheim, der auch Verleger weiterer Unity-Literatur in deutscher Sprache ist.

## Begriffserklärung
Das Wort Unity bedeutet „Einheit“ und steht für das Einssein zwischen Gott und Mensch. Die Unity Church beschreibt sich selbst als eine überkonfessionelle Bewegung, welche die ‚geistige Einheit‘ des Menschen mit Gott, der Quelle des Lebens, der Liebe und des Guten bejaht.

## Glaube

### Grundsätze der Unity-Lehren
- Gott ist Quelle und Schöpfer alles Seienden. Es gibt keine andere immerwährende Kraft. Gott ist gut und allgegenwärtig.

- Der Mensch ist ein geistiges Wesen, nach Gottes Vorstellung geschaffen. Der Geist Gottes lebt in jedem Menschen, weshalb alle Menschen von Natur aus gut sind.

- Menschen erschaffen ihre Lebenserfahrung durch die Art und Weise ihres Denkens und Fühlens.

- „Bejahendes Gebet besitzt Kraft“. Glaube daran, dass Gebet die Verbindung zu Gott stärke.

- Das Wissen um diese geistigen Prinzipien ist nicht ausreichend. Der Mensch muss sie leben.[7]

Die Unity Church basiert laut eigener Darstellung auf der Lehre und dem Leben von Jesus Christus. Das zeigt sich darin, dass zwar grundsätzlich keine spezifischen Glaubensinhalte vorausgesetzt werden, in der Praxis jedoch christliche Anleihen vordergründig sind, beispielsweise durch die Auswahl der Schriften oder dem Gebetsleben. Dennoch stehen Einübung und Praxis verschiedener spiritueller Tätigkeiten gegenüber Anbetung oder Riten im Vordergrund, schwerpunkthaft Heilungsmethoden zu geistlichen, körperlichen und selbst materiellen Leiden.

### Prayer for Protection
Spezifische für Unity und insbesondere für das US-amerikanische Christentum sind affirmative Gebete. Von J.D. Freeman stammt das bekannte Schutzgebet („Prayer for Protection“). Dieses Gebet ist weit verbreitet, vor allem erlangte es Popularität, als es in leichter Umformulierung von Norman Vincent Peale empfohlen wurde.

## Bekannte Vertreter
- James Dillet Freeman (1912–2003), amerikanischer Geistlicher und Dichter

### Werke aus dem Kontext der Unity-Church (Auswahl)
- Christliches Heilen, Charles Fillmore, 3. Auflage 1974, Frick Verlag, Pforzheim.
- Der Haushalt des Glaubens: Die Geschichte von Unity, J. D. Freeman, 1981, Frick Verlag, Pforzheim.
- Das Buch des stillen Gebets, Silent Unity, 1986, Frick Verlag, Pforzheim.
- Die Grundlagen Unitys, Unity Deutschland, 2011, Frick Verlag, Pforzheim.